# Suchoj Log
Suchoj Log è una città della Russia siberiana estremo occidentale (Oblast' di Sverdlovsk), situata sul fiume Pyšma, 114 km a est del capoluogo Ekaterinburg; è il capoluogo amministrativo del Sucholožskij rajon.

## Società

### Evoluzione demografica
Fonte: mojgorod.ru
- 1959: 23.700
- 1979: 32.000
- 1989: 36.600
- 2007: 35.300